# Saurauia amplifolia
Saurauia amplifolia är en tvåhjärtbladig växtart som beskrevs av Friedrich Ludwig Diels. Saurauia amplifolia ingår i släktet Saurauia och familjen Actinidiaceae. Inga underarter finns listade i Catalogue of Life.